# برناردو بيريرا دي فاسكونسيلوس
برناردو بيريرا دي فاسكونسيلوس هو قانوني وصحفي وسياسي برازيلي، ولد في 27 أغسطس 1795 في أورو براتو في البرازيل، وتوفي في 1 مايو 1850 في ريو دي جانيرو في البرازيل. انتخب عضو مجلس النواب البرازيلي ‏ وانتخب عضو مجلس الشيوخ من البرازيل ‏.